# Ray Ring
Pour les articles homonymes, voir Ring.
Ray Ring, né le 2 octobre 1949 à Glendale, en Californie, est un écrivain américain, auteur de roman policier. Son nom est parfois orthographié Raymond H. Ring.

## Biographie
Il amorce ses études universitaires à Chicago, mais obtient son diplôme en journalisme d'un établissement du Colorado. Il reçoit de nombreux prix et distinctions pour ses enquêtes journalistiques.
En 1988, il se lance dans le roman policier avec Le Pays de Dieu (Telluride Smile) où apparaît son héros récurrent, Henry Dyer, un ancien agent des eaux et forêts devenu détective privé à Tucson dans l'Arizona, qui se rend à Telluride, au Colorado pour enquêter sur la disparition d'un fils de bonne famille. Dans Rêves pèlerins (Peregrine Dream, 1990), Henry Dyer est chargé d'une enquête inusitée : retrouver deux faucons appartenant à une espèce protégée qui ont été dérobés par des braconniers pour être revendus à des chasseurs.
Le roman Arizona Kiss (1991) a pour nouveau héros le reporter-photographe Macky.

## Œuvre

### Romans

#### SérieHenry Dyer
- Telluride Smile (1988) Publié en français sous le titre Le Pays de Dieu, traduction de Martine Leroy-Battistelli, Paris, Gallimard, Série noire no 2383, 1995
- Peregrine Dream (1990) Publié en français sous le titre Rêves pèlerins, traduction d'Elisabeth Guinsbourg, Paris, Gallimard, Série noire no 2440, 1996

#### SérieMacky
- Arizona Kiss (1991) Publié en français sous le titre Arizona Kiss, traduction de Franck Reichert, Paris, Gallimard, Série noire no 2298, 1991 ; réédition, Paris, Folio policier no 144, 1999

## Sources
- Claude Mesplède, Dictionnaire des littératures policières, vol. 1 : A - I, Nantes, Joseph K, coll. « Temps noir », 2007, 1054 p. (ISBN 978-2-910-68644-4, OCLC 315873251), p. 654.